# 秋田県道402号秋田河辺雄和自転車道線
秋田県道402号秋田河辺雄和自転車道線（あきたけんどう402ごう あきたかわべゆうわじてんしゃどうせん）は秋田県秋田市を通る自転車道である。

## 概要

### 路線データ
- 総延長 : 27.389 km[2]
- 実延長 : 16.409 km[2]
- 起点 : 秋田県秋田市四ツ小屋字上野（秋田県道401号雄和仁別自転車道線・交点）[3]
- 終点 : 秋田県秋田市雄和椿川字方福（秋田県道401号雄和仁別自転車道線・交点）[3]
  - 休憩所1か所、駐輪場1か所

## 歴史
- 1978年（昭和53年）3月30日 - 秋田県道に認定される[3]。

## 路線状況

### 重複区間
重複区間（10,980 m）
- 秋田県道9号秋田雄和本荘線
- 秋田県道46号秋田空港線
- 秋田県道61号秋田御所野雄和線
- 秋田県道62号秋田北野田線
- 秋田県道65号寺内新屋雄和線